# Buburlau
Buburlau ist eine osttimoresische Aldeia des Sucos Camea (Verwaltungsamt Cristo Rei, Gemeinde Dili). 2015 lebten in Buburlau 406 Einwohner. Den Norden bildet im Westen der Stadtteil Buburlau, den Süden der Stadtteil Karomate. Im Osten verstreut sich die Besiedlung.

## Geographie
Buburlau liegt im Südwesten des Sucos Camea. Nördlich von Buburlau liegen die Aldeias Fatuc Francisco und Aidac Bihare, östlich die Aldeia Caisabe und südlich die Aldeia Namalai. Westlich von Buburlau, jenseits des Flussbetts des Benamauc, eines Quellflusses des Mota Clarans, befindet sich der Suco Becora. Die Flüsse führen nur in der Regenzeit Wasser. Im Südosten reicht Buburlau bis an die Gemeinde Aileu mit ihrem Suco Acumau (Verwaltungsamt Remexio).